# 奥特亚罗瓦社会党
奥特亚罗瓦社会党（英語：Socialist Party of Aotearoa）是新西兰的一个已不存在的小型共产主义政党。该党成立于1990年，分裂自新西兰社会主义统一党。它的意识形态是共产主义、马克思列宁主义。它的领袖是布伦丹·图希，书记是沃伦·布鲁尔。它出版报纸《红旗》。总部位于坎特伯雷区利特尔顿。